# Campionats del món de ciclisme en ruta de 1969
Els Campionats del món de ciclisme en ruta de 1969 es disputaren el 10 d'agost de 1969 a Zolder, Bèlgica, pels ciclistes professionals i entre el 22 i 24 d'agost a Brno, Txecoslovàquia, pels amateurs, inclosa la cursa femenina.

## Resultats
| Proves :                            | Or                                                                                | Or         | Argent                                                                  | Argent   | Bronze                                                                | Bronze   |
| Masculines                          |                                                                                   |            |                                                                         |          |                                                                       |          |
| Cursa en línia masculina detalls    | Harm Ottenbros · Països Baixos                                                    | 6h 23' 44" | Julien Stevens · Bèlgica                                                | m. t.    | Michele Dancelli · Itàlia                                             | + 2' 18" |
| Cursa en línia masculina amateur    | Leif Mortensen · Dinamarca                                                        | 4h 38' 30" | Jean-Pierre Monséré · Bèlgica                                           | + 59"    | Gustave Van Roosbroeck · Bèlgica                                      | m. t.    |
| Contrarellotge per equips masculins | Suècia · Erik Pettersson · Gösta Pettersson · Sture Pettersson · Tomas Pettersson | 2h 01' 17" | Dinamarca · Mogens Frey · Jørgen Hansen · Joergen Lund · Leif Mortensen | + 1' 45" | Suïssa · Xaver Kurmann · Bruno Hubschmid · Josef Fuchs · Walter Burki | + 6' 41" |
| Femenines                           |                                                                                   |            |                                                                         |          |                                                                       |          |
| Cursa en línia femenina detalls     | Audrey McElmury · Estats Units                                                    | 2h 04' 27" | Bernadette Swinnerton · Regne Unit                                      | + 1' 10" | Nina Trofimova · Unió Soviètica                                       | m. t.    |

## Medaller
| Posició | País           | Or | Plata | Bronze | Total |
| 1       | Itàlia         | 2  | 0     | 3      | 5     |
| 2       | Suècia         | 1  | 0     | 1      | 2     |
| 3       | Països Baixos  | 1  | 0     | 0      | 1     |
| 4       | Bèlgica        | 0  | 1     | 0      | 1     |
| 4       | Brasil         | 0  | 1     | 0      | 1     |
| 4       | Suïssa         | 0  | 1     | 0      | 1     |
| 4       | Unió Soviètica | 0  | 1     | 0      | 1     |
| Total   | Total          | 4  | 4     | 4      | 12    |